# Spanioderidae
Spanioderidae (лат.) — вымершее семейство отряд новокрылых насекомых с неполным превращением из вымершего отряда герариды (Geraridea). Существовали в карбоне, исчезнув к его концу. Обнаружены в ископаемых отложениях Северной Америки (США, штаты Иллинойс, Мэриленд, Пенсильвания) Южной Америки (Бразилия) и Евразии (Великобритания, Франция, Россия, Китай) (315,2—298,9 миллионов лет назад).

## Классификация
Семейство включает следующие роды:
- †Carpenteroptera Pinto, 1990
- †Chenxiella Liu et al., 2009
- †Dieconeura Scudder, 1885
- †Dieconeurites Handlirsch, 1906
- †Etotabla Béthoux and Jarzembowski, 2010
- †Izykhia Aristov, 2013
- †Longzhua Gu et al., 2011
- †Miamia Dana, 1864
- †Sinopteron Prokop and Ren, 2007